# Iglesia de la Natividad de la Virgen María (Gârbovița)
La Iglesia de la Natividad de la Virgen María (en rumano: Biserica Nașterea Maicii Domnului din Gârbovița) es un templo, monument istoric, situado en Gârbovița, en el municipio de Aiud del distrito de Alba en Rumanía. En el Repertorio Arqueológico Nacional aparece con el código 1302.01 En la lista de monumentos históricos de Rumania (LMI) tiene el código AB-II-m-B-00227.

## La iglesia
Es una iglesia católica griega. La parte más antigua de la iglesia está datada en el siglo XIV. Se realizaron adiciones en el siglo XVIII.
Inicialmente constaba de una sola nave más pequeña, de unos 10 m de largo en el interior y 5 m de ancho. Sólo más tarde se añadió a este núcleo la parte occidental y se llegó a subdividir el espacio medio en nave y nártex. A su vez, los únicos elementos antiguos, que aún conserva el edificio, y que nos pueden dar algunas pruebas de su antigüedad, aunque sea relativa, son las ventanas del presbiterio con su arco polilobulado y parteluz, más próximas a la fase gótica tardía considerada la transición al Renacimiento, durante la cual también se cambió la iglesia reformada de Aiud. Sufrió varias transformaciones, siendo la más importante la de 1818, cuando se ampliaron las ventanas y se renovó la torre, y en 1928, se cubrió la torre con hojalata y el resto del techo quedó con tejas hasta la remodelación de 1966. 
Fue construida por un conde de Aiud que dejó escrito su nombre en una placa en el muro norte de la iglesia: "Yo Miguel y mi socio (mi esposa) construimos la iglesia de Jesucristo en rumano: eu Mihai împreună cu perechea (muierea) mea am construit biserica Isus Hristos".

## Galería

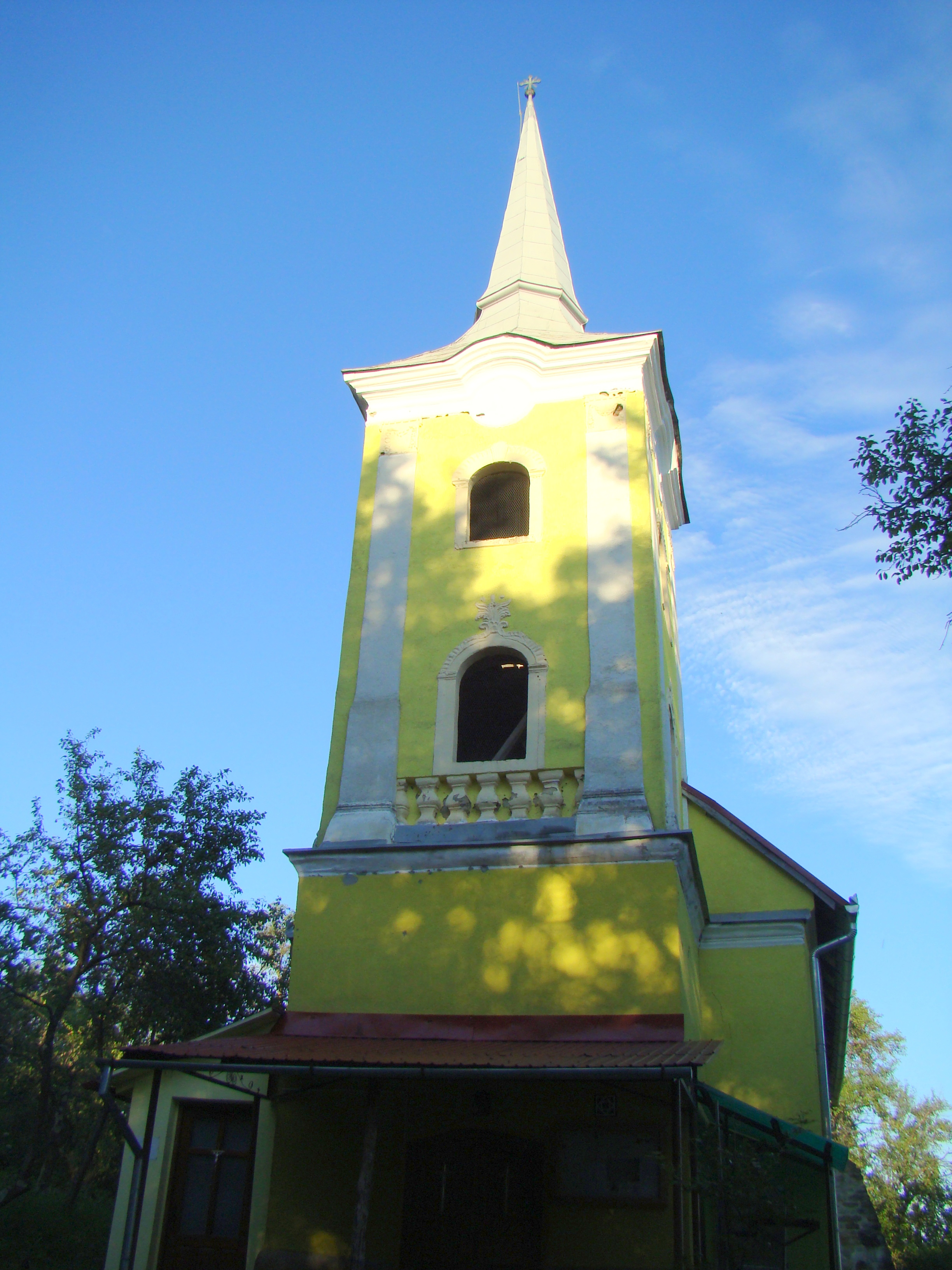
Torre de la iglesia.
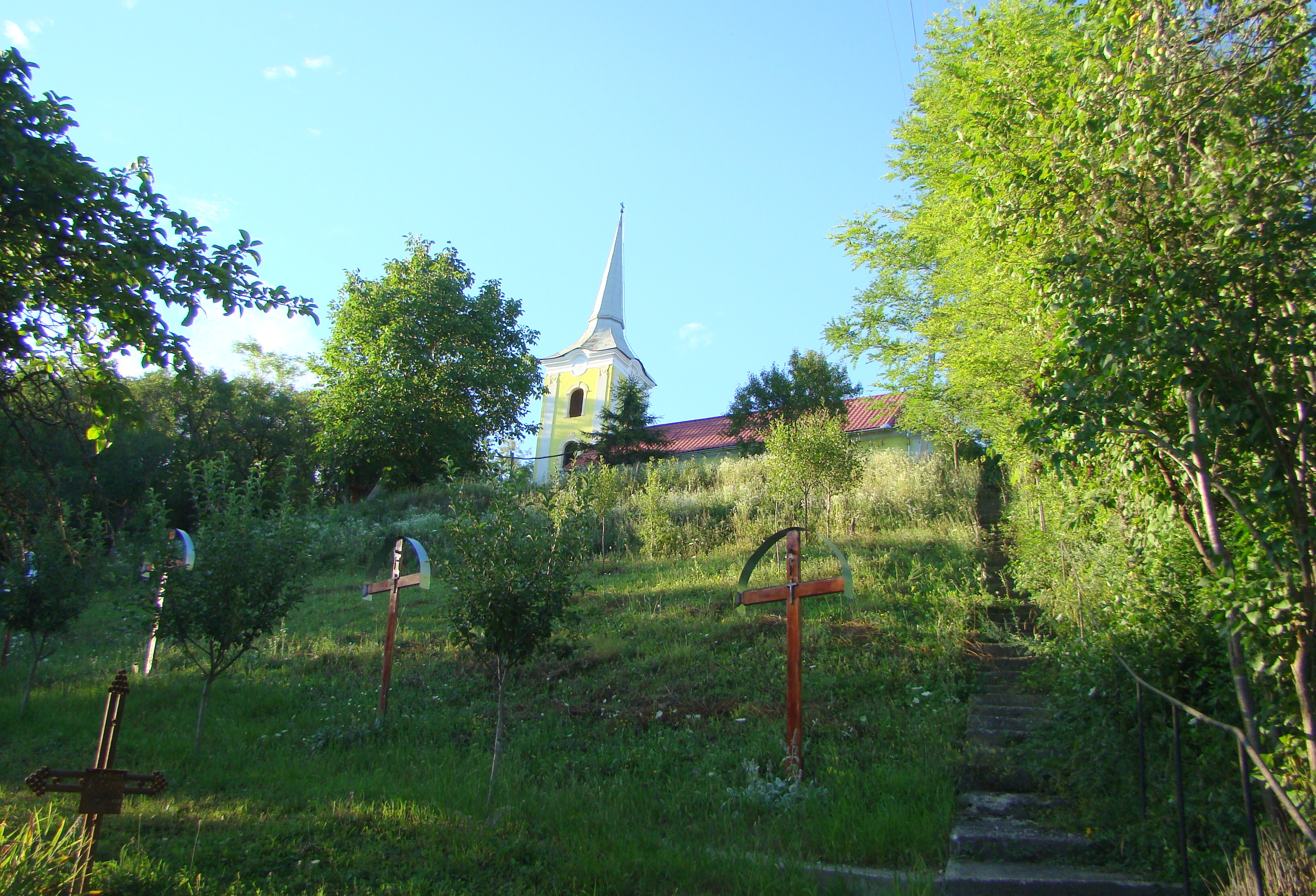
Otra vista de la iglesia.
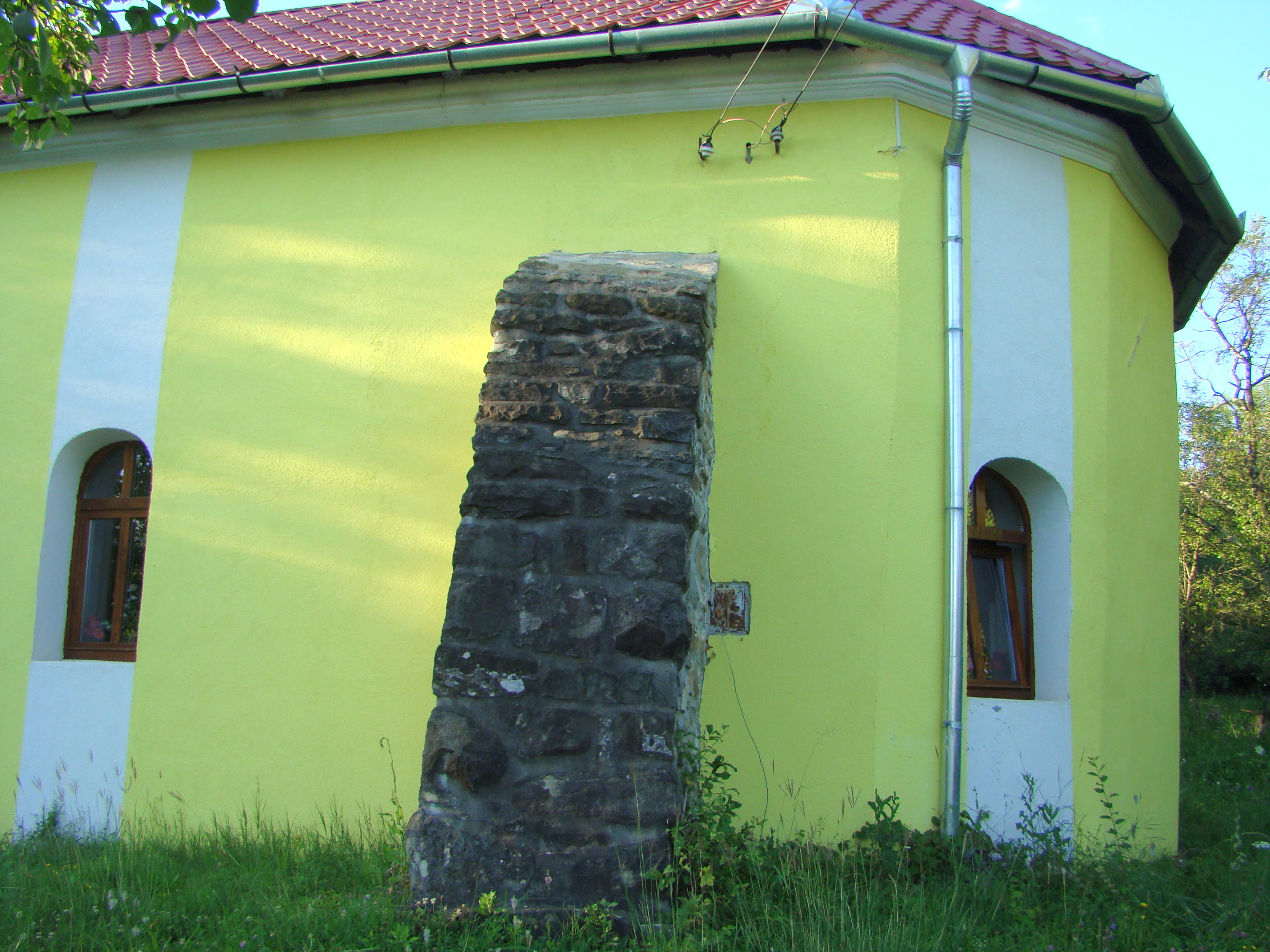
Detalle del ábside (exterior).
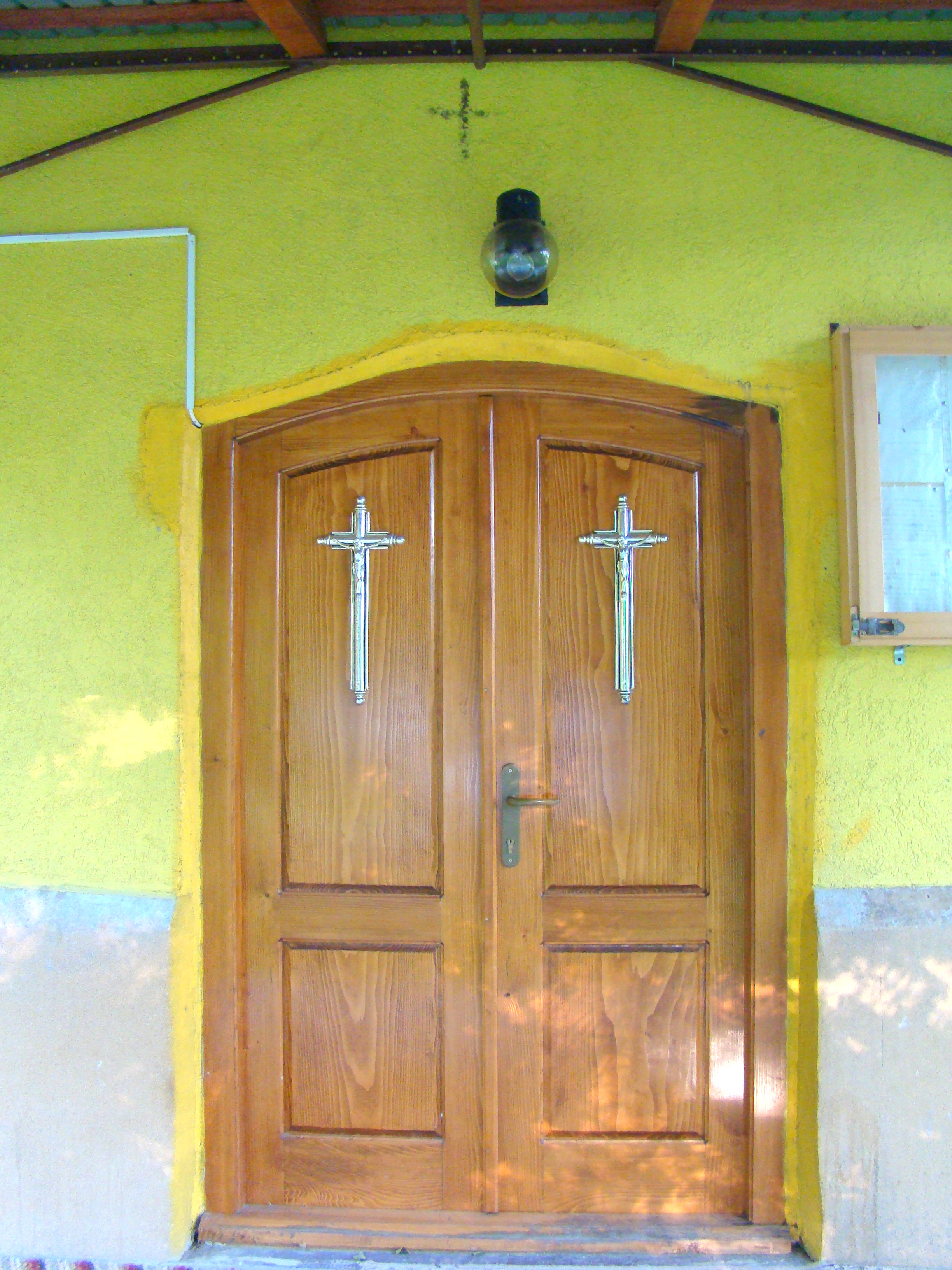
Entrada.
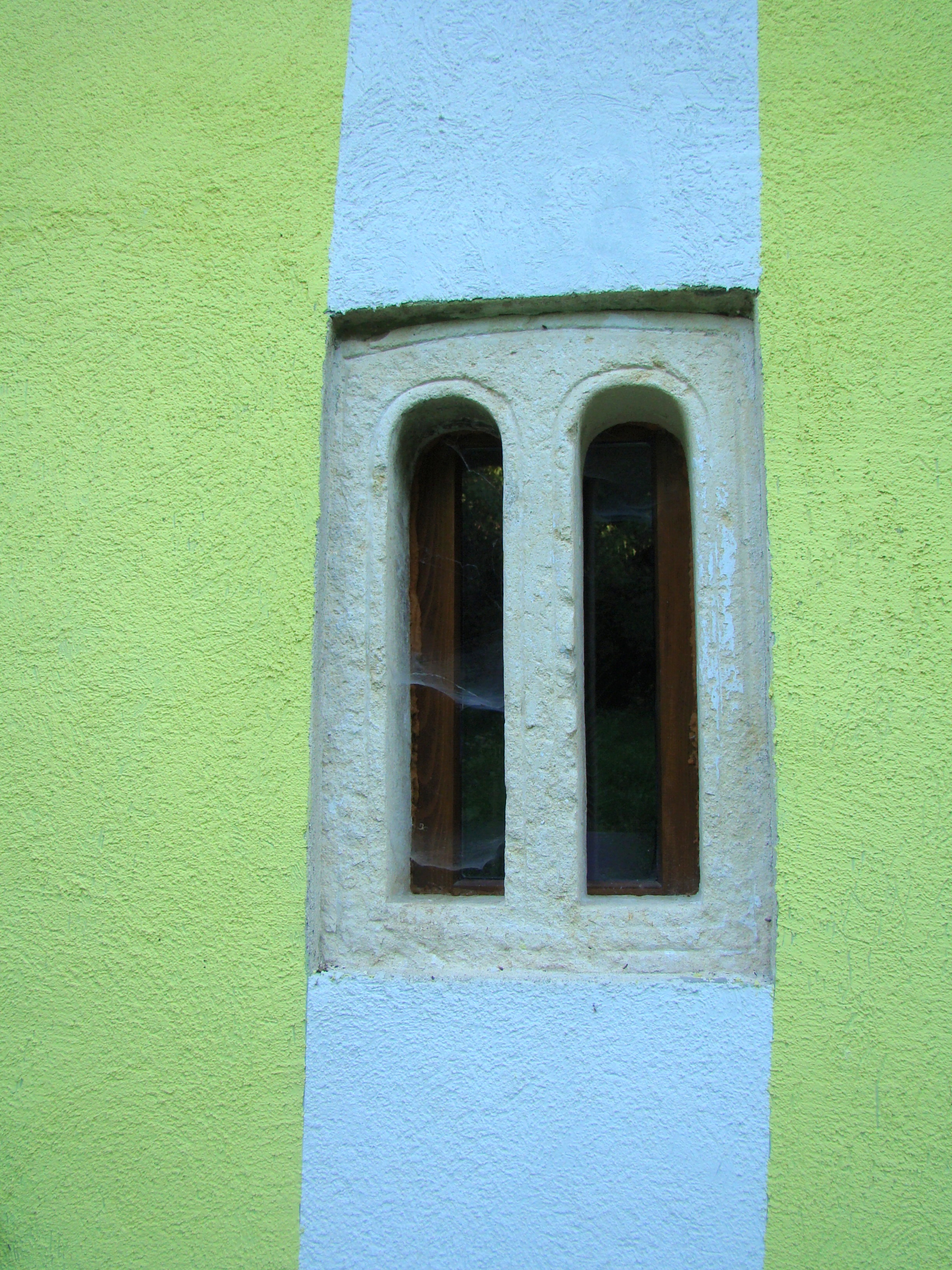
Ventana bífora.
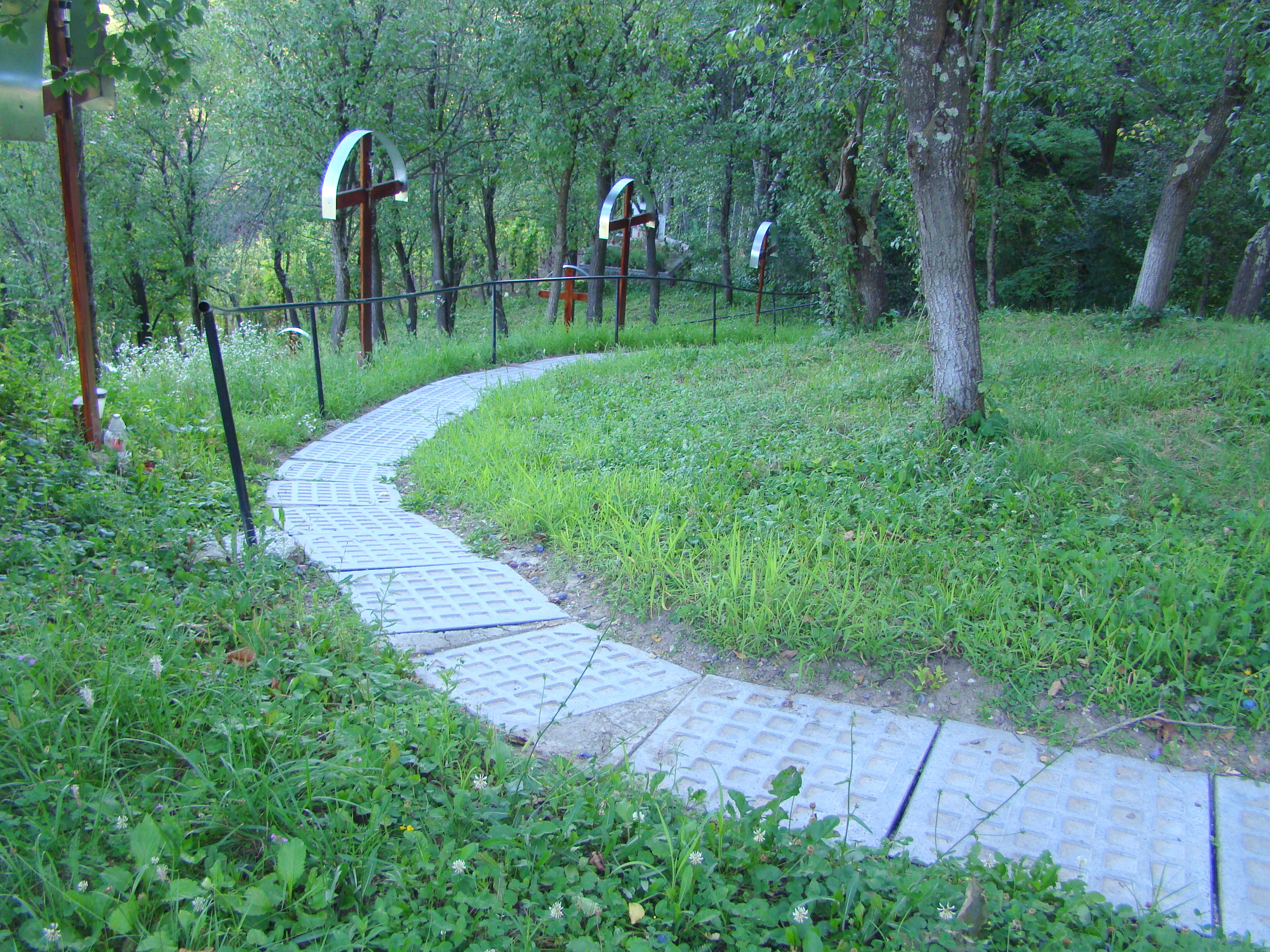
Via Crucis.